# Fany Solter

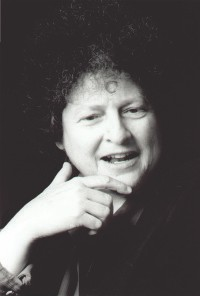
Fany Solter

Fany Solter (* 1944 in Ilhéus, Brasilien) ist Professorin für Klavier- und Klavierkammermusik, Pianistin und ehemalige Rektorin der Hochschule für Musik Karlsruhe.

## Leben und Wirken
Fany Solter wurde in Brasilien als Kind russisch-jüdischer Eltern geboren. Sie studierte in Rio de Janeiro und bei Carl Seemann an der Musikhochschule Freiburg. Nach dem Studium ging sie nach Brasilien und kehrte nach dortigen Erfolgen nach Deutschland zurück. Sie war Preisträgerin nationaler und internationaler Musikwettbewerbe und gab zahlreiche Solo-, Kammermusik- und Orchesterkonzerte in Europa wie auch in Südamerika, Japan und Israel.
1972 wurde Solter an der Musikhochschule Freiburg zunächst Assistentin von Carl Seemann und anschließend Dozentin. Sie trat in dieser Zeit öffentlich auf und spielte eine Schallplatte mit der Dirigentin Hortense von Gelmini ein. 1976 wurde sie auf eine Professur für Klavier und Klavier-Kammermusik an die Hochschule für Musik Karlsruhe berufen. Nach dem plötzlichen Tod des damaligen Leiters Eugen Werner Velte übernahm sie 1984 dessen Stelle und war bis 2001 Rektorin.
Während ihrer Zeit an der Karlsruher Musikhochschule war Solter Initiatorin zahlreicher Projekte, die sie mit Engagement vorantrieb. So setzte sie sich für einen Studiengang des Musikjournalismus ein und gründete einen eigenen Hochschulsender für die Ausbildung von Musik- und Kulturjournalisten, das „LernRadio“. Dieser Studiengang ist europaweit der erste und einzige seiner Art. Das neue Unterrichtsgebäude, das ihr zu Ehren den Namen Fany-Solter-Haus trägt, wurde am 4. Oktober 2012 eröffnet.
Solter ist Mitglied in zahlreichen Ausschüssen und Kuratorien und Mitgründerin mehrerer Musikprojekte, wie der Internationalen Händel-Akademie Karlsruhe und der Gesellschaft zur Förderung der Künste „pro arte“ Königsbach-Stein e. V., deren 1. Vorsitzende und künstlerische Leiterin sie ist. Die Gründung der Musikschule Westlicher Enzkreis im Jahr 1987 geht auf ihre Initiative zurück.
Zahlreiche Rundfunk- und Fernsehaufnahmen sowie auch die CD-Veröffentlichungen dokumentieren das Schaffen von Fany Solter. Sie wirkte bei Orchesterkonzerten wie dem Brasilianischen Symphonieorchester, dem Symphonieorchester des Bayerischen Rundfunks und dem Prager Symphonieorchester sowohl als Solistin als auch im Ensemble mit und arbeitete dabei mit Dirigenten wie Kurt Masur, Werner Stiefel, Lukas Foss und Václav Smetáček zusammen.
2011 wurde Solter im Rahmen eines Konzertes unter dem Motto „Fany Solter and Friends“, bei dem sie auch selbst mitwirkte, aus ihrem aktiven Berufsleben verabschiedet.

## Veröffentlichungen
- Spirale Symphonie op. 68 Urmas Sisask
- Werke/Auswahl  Das gesamte Kammermusikwerk für Klavier und Streichinstrumente Chopin, Frédéric.-Bühl
- Brahms, Franz, Grieg, Liszt, Loewe, Mendelssohn-Bartholdy, Schumann/Gedichte: H. Heine
- Lieder und Kammermusik

## Ehrungen
Für ihr langjähriges Engagement zur Verbreitung der brasilianischen Musik in Europa wurde ihr 1988 die Medaille „Heitor Villa-Lobos“ von der brasilianischen Regierung verliehen. Zudem wurde sie 1994 mit dem Verdienstkreuz am Bande des Verdienstordens der Bundesrepublik Deutschland ausgezeichnet. 1998 wurde sie Ehrensenatorin der Fachhochschule Karlsruhe. Die Ehrendoktorwürde der Universität Karlsruhe wurde ihr 2001 verliehen.